# Pręgierz w Kłodzku
Pręgierz w Kłodzku – replika pręgierza zlikwidowanego w 1793, który znajdował się we wschodniej części rynku, nieopodal studni miejskiej i wejścia do ratusza w Kłodzku. Pręgierz został odbudowany w 2011. Replikę wykonano z radkowskiego piaskowca; ma wysokość 460 centymetrów. Na cokole znajduje się figurka chłopa z workiem zboża.

## Historia
Pierwszy pręgierz istniał prawdopodobnie już w epoce średniowiecza, co związane było z lokacją Kłodzka na prawie niemieckim w drugiej połowie XIII wieku. Nie zachowały się żadne źródła, mówiące o jego wyglądzie. Pręgierz ten powstał w latach 1551–1552. Służył do wymierzania kar i odczytywania przed nim wyroków. Wykonano go z piaskowca. Był zwieńczony figurką chłopa, trzymającego worek ze zbożem – przypuszczalnie jęczmieniem, używanego w Kłodzku, ówczesnej stolicy hrabstwa kłodzkiego, do produkcji piwa. Pręgierz zlikwidowano pod koniec XVIII wieku, ponieważ uznano go za przeżytek dawnych czasów, dla którego nie znaleziono miejsca w ówczesnym systemie karnym.
Inicjatorem odbudowy pręgierza, zrekonstruowanego współcześnie, był franciszkanin ojciec Antoni Dudek, historyk związany z Kłodzkiem. Replika została wykonana z piaskowca radkowskiego przez kamieniarzy, Danutę i Krzysztofa Koconiów, według projektu architektów: Johanna Kościukiewicza i Nikolaya Delinescheva. Figurę wykonał artysta rzeźbiarz, profesor Marian Molenda. Fundatorami repliki byli Aneta Leśniak i Ryszard Matyasik. Zgodę na postawienie pręgierza wydały lokalne władze. Został odsłonięty 31 maja 2011, przy okazji odgrywania na ulicach miasta widowiska Misterium Passionis.

## Galeria

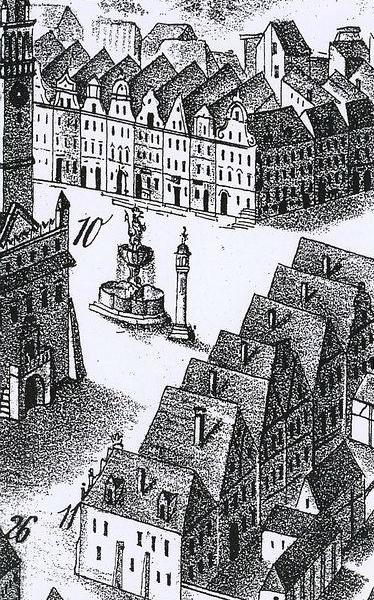
Pręgierz w Kłodzku w pierwszej połowie XVIII wieku
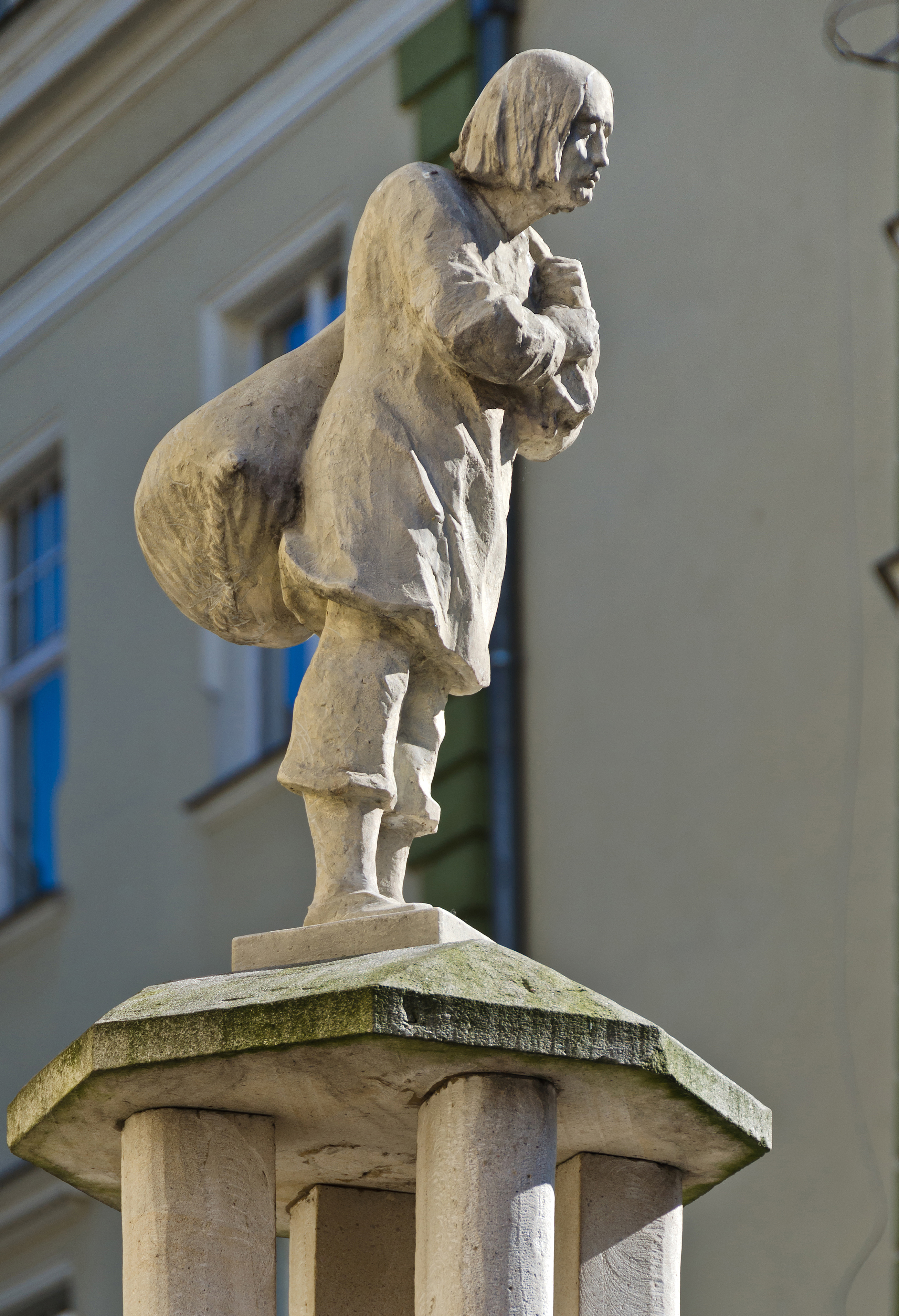
Figurka chłopa na pręgierzu